# Forte de São Francisco Xavier de Tabatinga
O Forte de São Francisco Xavier de Tabatinga localizava-se à margem esquerda do rio Solimões, na atual cidade (e município) de Tabatinga, no estado do Amazonas, no Brasil.
Em posição dominante sobre o rio, esta fortificação marcava o limite ocidental dos domínios da Coroa portuguesa na região amazônica.

## História
Remonta a um simples Registro, erguido a partir de 1766 por determinação do governador e Capitão-general do Estado do Grão-Pará e Maranhão, Fernão da Costa de Ataíde Teive Sousa Coutinho (1763-1772), destinado à inspeção das canoas que se dirigiam à povoação espanhola de San Pablo de Loreto, no Peru. Núcleo do povoado de São Francisco Xavier de Tabatinga, para guarnição desse Registro para aí foi deslocado um destacamento militar do rio Javari, constituindo-se um posto de guarda de fronteira. Com o incremento do movimento comercial com o Peru, esse posto fronteiriço adquiriu importância, e a partir de 1776, por determinação do Governador da Capitania de São José do Rio Negro, Coronel Joaquim de Melo e Póvoas (1755-17??), um forte foi iniciado, com as obras a cargo do Sargento-mor Domingos Franco.
Esta fortificação foi assim descrita pelo estudioso e viajante alemão Johann Baptiste von Spix ("Viagem pelo Brasil 1817-1820"):
"Passei pela antiga Vila de São José hoje transformada em selvas, no caminho para Tabatinga, onde cheguei a 9 de janeiro de 1820. O lugar é o quartel de fronteira dos portugueses, no [rio] Solimões, contra o Peru, ponto ocidental extremo naquele rio, e distante do Pará quase quinhentas milhas francesas. Acha-se aqui um comandante de milícias, com 12 soldados. (...) Ainda se vêem ruínas de um belo edifício, construído pela Companhia de Comércio do Grão-Pará e Maranhão, fundada no tempo de Pombal, para a sua filial. O forte, com canhões enferrujados, está em muito mau estado."
De acordo com a descrição do capitão Caetano Alberto Teixeira Cavalcante, de 1823, o forte era de madeira. (OLIVEIRA, 1868:755)
A informação mais completa sobre a estrutura, no período, é a de BAENA (1839):
"O forte foi construído na parte mais proeminente da planície, em rosto do antigo quartel do comandante, mediando entre um e outro uma larga área. À esquerda do quartel está o rio, e à direita jazem a igreja e os quartéis dos soldados, um arruinado e outro principiado. O forte é um hexágono irregular, de madeira grossa, de 7 palmos de projeção vertical, e destituído de reparo interno, de paliçada e de esplanada; servem de fosso, de uma parte o rio, e da outra a cortadura que faz o mesmo rio, que mete por ela uma exígua corrente, quando enche; entre a borda desta cortadura e o forte existe um mato densíssimo. Nove peças de artilharia é toda a força desta espécie, que ali se acha, das quais 3 de bronze de calibre 1 1/2 cavalgada em cepos, junto à porta do quartel do comandante, o qual ainda em 1827 não tinha uma bandeira para alçar no seu chamado forte." (BAENA, Antônio Ladislau Monteiro. Ensaio Corografico do Pará. 1839. apud SOUZA, 1885:61-62)
Mais tarde, o Governo Imperial fez levantar algumas fortificações para defesa desse limite lindeiro (ver Fortificações de Tabatinga).
A estrutura não sobreviveu ao tempo, encontrando-se arruinada em 1915, inclusive a artilharia dois dos canhões que a artilhavam encontram-se no Museu Histórico Nacional no Rio de Janeiro, e o restante no fundo do rio Solimões, sepultado pela erosão das suas margens.
Em 1932 a erosão fluvial causou a derrocada da margem onde os restos se encontravam, destruindo-os.
Em 1989, durante a grande seca registrada na região, as águas do rio baixaram a ponto de descobrir os vestígios da estrutura. Na ocasião, militares do Exército brasileiro, ao longo de semanas de trabalho, lograram resgatar antigas peças de artilharia, inclusive balas. Atualmente, três das peças encontram-se expostas no Quartel do Comando de Fronteira Solimões/8º Batalhão de Infantaria de Selva.[carece de fontes?]
Em agosto de 2024, as ruínas históricas do Forte São Francisco Xavier de Tabatinga novamente foram reveladas pela seca que atingiu a região do Alto Solimões.